# St. Marienkirchen bei Schärding
St. Marienkirchen bei Schärding (vlg. Samaskira genannt) ist eine Gemeinde in Oberösterreich im Bezirk Schärding im Innviertel mit 2029 Einwohnern (Stand 1. Jänner 2025). Die Gemeinde liegt im Gerichtsbezirk Schärding.

## Geografie
St. Marienkirchen bei Schärding liegt auf 338 m Höhe im Innviertel. Die Ausdehnung beträgt von Nord nach Süd 7,1 km, von West nach Ost 6,4 km. Die Gesamtfläche beträgt 24,9 km². 9,2 % der Fläche sind bewaldet, 74,3 % der Fläche sind landwirtschaftlich genutzt. Das Gemeindegebiet wird im Nordwesten durch den Inn, im Südwesten durch die Antiesen begrenzt.

### Gemeindegliederung
Das Gemeindegebiet umfasst folgende 22 Ortschaften (in Klammern Einwohnerzahl Stand 1. Jänner 2025):
- Andiesen (28) samt Gstötten
- Bach (58) samt Manazedt
- Bernedt (14)
- Bodenhofen (41)
- Dietraching (25)
- Dietrichshofen (123) samt Gerau
- Edenrad (1)
- Großwiesenhart (88)
- Grub (13)
- Hackenbuch (286) samt Lindet und Wintersack
- Hackledt (26)
- Holzleithen (25)
- Hub (9)
- Kleinwiesenhart (55)
- Lindenedt (25)
- Niederham (138) samt Rehwinkl
- Oberfucking (38)
- St. Marienkirchen bei Schärding (920)
- Singern (49)
- Stocket (34)
- Unterfucking (21)
- Wernhartsgrub (12)

Die Gemeinde besteht aus den Katastralgemeinden Dietrichshofen, Hackenbuch, Fucking und St. Marienkirchen.

### Nachbargemeinden
| Hartkirchen, Stadtteil von Pocking | Gemeinde Suben                              | Gemeinde St. Florian am Inn      |
| Hartkirchen, Stadtteil von Pocking | Kompassrose, die auf Nachbargemeinden zeigt | Gemeinde Taufkirchen an der Pram |
| Gemeinde Antiesenhofen             | Gemeinde Eggerding                          | Gemeinde Eggerding               |

## Geschichte

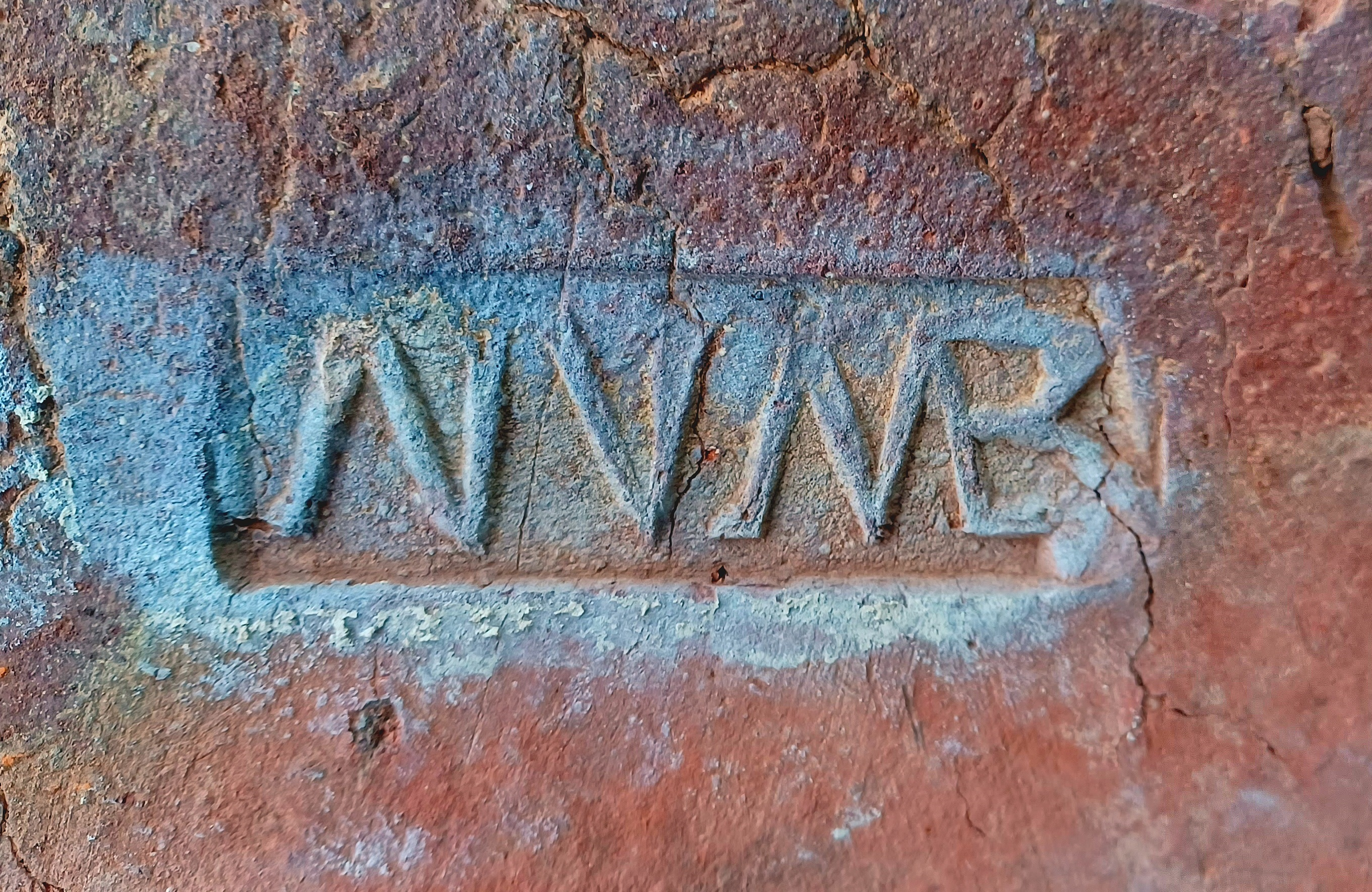
1961 im Gemeindegebiet geborgener römischer Ziegel mit dem Stempel
NVM(erus) B(oiodurensium)

Die Hügelgräber im Lindetwald zeugen von der vorgeschichtlichen Besiedlung des Gebietes um St. Marienkirchen. Seit Gründung des Herzogtums Bayern war der Ort bayrisch. Im Jahre 1140 wird er in einer Urkunde aus Kloster Passau-St. Nikola erstmals als sanctimarienchirchen erwähnt, 1160 in einer Urkunde aus Kloster Reichersberg auch als ecclesia sancte marie.
Bis 1779 war St. Marienkirchen unter bayerischer Landeshoheit, ehe es in jenem Jahr nach dem Frieden von Teschen zusammen mit den östlich des Inn gelegenen Gebieten des kurfürstlichen Rentamtes Burghausen, die bis dahin „Innbaiern“ geheißen hatten, als „Innviertel“ zu Österreich kam. Der Untere Inn, der bis dahin in erster Linie ein Handelsweg innerhalb Bayerns gewesen war, wurde damit zum Grenzfluss zwischen dem Kurfürstentum Bayern und Österreich ob der Enns. Während der Napoleonischen Kriege wieder kurz bayrisch, gehört St. Marienkirchen seit 1816 (Vertrag von München) endgültig zu Oberösterreich. 

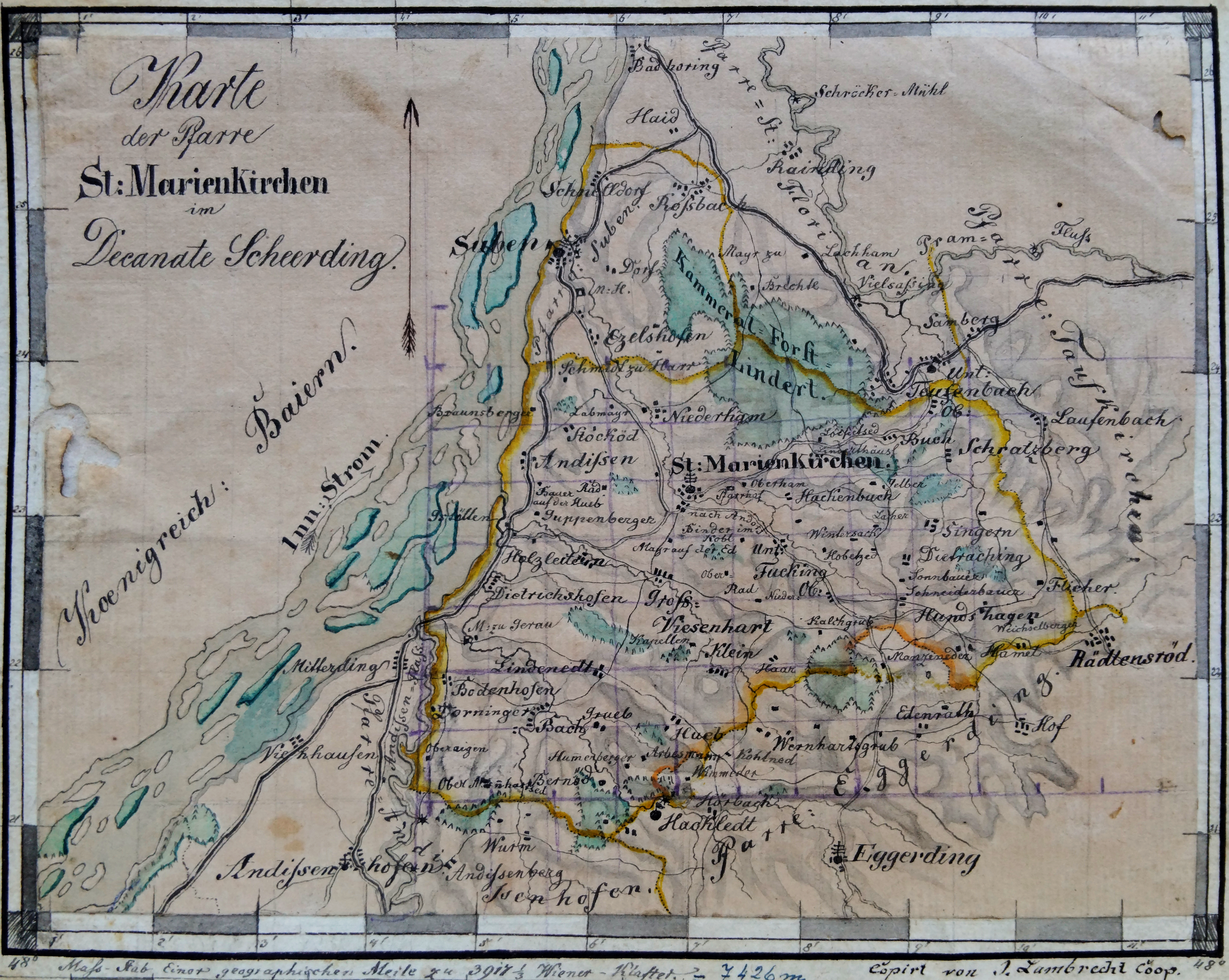
Diese Karte der Pfarre St. Marienkirchen aus dem Jahr 1845 zeigt den von zahlreichen Inseln und Nebenarmen geprägten Lauf des Inn zwischen Antiesenhofen und Suben.

In der zweiten Hälfte des 19. Jahrhunderts begann man, den bis dahin von zahlreichen Inseln und Nebenarmen geprägten Lauf des Unteren Inn durch Eindämmungen und andere wasserbauliche Maßnahmen zu einem einzigen großen Flussbett zusammenzuführen. Diese Maßnahmen erfolgten von 1862 bis 1930. Zudem spielte der Fluss als Transportweg eine immer geringere Rolle, da die Schifffahrt durch die damals errichteten Eisenbahnstrecken der Rottal- und Kronprinz Rudolf-Bahn sowie den zunehmenden Ausbau des Straßennetzes verdrängt wurde. 
Nach dem Anschluss Österreichs an das Deutsche Reich am 13. März 1938 gehörte der Ort zum Gau Oberdonau. Nach 1945 erfolgte die Wiederherstellung Oberösterreichs.

### Einwohnerentwicklung
1991 hatte die Gemeinde laut Volkszählung 1.820 Einwohner, 2001 dann 1.836 Einwohner. Da die negative Wanderungsbilanz auch in der folgenden Dekade durch die positive Geburtenbilanz ausgeglichen werden konnte, stieg die Bevölkerungszahl auf 1.841 Personen im Jahr 2011.

## Kultur und Sehenswürdigkeiten

### Kulturelles Leben
Seit 1906 hat St. Marienkirchen eine eigene Blasmusikkapelle. Die Musikkapelle St. Marienkirchen bei Schärding umrahmt festliche, oftmals kirchliche, Anlässe, führt Frühjahrs-, Herbst- und Adventkonzerte auf, und nimmt an Marsch- und Konzertwertungen teil. Ihr Repertoire umfasst traditionelle und moderne Blasmusik. Weitere Fixpunkte bilden das jährliche Maibaumfest, die Teilnahme am Christkindlmarkt und das traditionelle Neujahrsanblasen zwischen Stefanitag und Silvester. Die Musikkapelle betreibt intensive Kinder- und Jugendförderung und umfasst Mitglieder aller Altersklassen. Die Probenarbeit findet im Musikheim, welches sich im Gemeindezentrum befindet, statt.
Der Männergesangsverein „Sängerrunde St. Marienkirchen“ besteht seit 1947 und ist Mitglied im Chorverband Oberösterreich. Sein Repertoire umfasst in- und ausländische Volkslieder, Werke der klassischen Musik, Werke für geistliche Chöre und Messen. Die Sängerrunde tritt bei Konzerten und Adventsingen auf, umrahmt diverse Feiern innerhalb der Gemeinde, darunter Hochzeiten, Beerdigungen und Gottesdienste, und wirkt bei Vereinssingen und Sängerfesten im Innviertel und Bayern mit. Zum Abschluss der Faschingszeit lädt die Sängerrunde traditionell zu einem Maskenball.
Sternsinger gibt es in St. Marienkirchen seit 1956. Beim ersten Sternsingen 1956 sammelten die Ministranten Geld für die Missions-Verkehrs-Arbeitsgemeinschaft. Ebenfalls 1956 begann die Tradition, Maiandachten nicht nur in der Pfarrkirche, sondern auch in Dorfkapellen der einzelnen Ortschaften der Pfarre zu halten.
Der Kinder- und Jugendchor Creaktiv International wurde 1994 durch den Berufssoldaten (OStv) und Kommunalpolitiker (SPÖ) Ernst Ranftl Konsulent mitgegründet und unterstützt Kinder in Not durch Benefizkonzerte. Musikalisch wurde der Chor ursprünglich von Klaus Zajonskowski geleitet. Über die Jahre formierten sich neue Gruppen und Ideen, vom Kinderchor, zur Gründungsgruppe Herzbluat, Nathi's Group, CreaGirls und den Zamm´Gwürfelten bis zur Next Generation unter der Leitung von Sabrina Furthner.
In St. Marienkirchen gibt es einen Turn- sowie mehrere Sportvereine, die aus Sektionen des ehemaligen „Turn- und Sportvereins St. Marienkirchen“ (TSV) hervorgegangen sind. Dazu zählen der Turnverein, TSV Fußball St. Marienkirchen/Sdg., sowie weitere Vereine für Plattenwerfen, Tennis, und Volleyball. Darüber hinaus gibt es einen Pferdesportverein, einen Reit- und Fahrverein, und einen Skiclub im ÖSV.

### Sehenswürdigkeiten
- Hügelgräber im Lindetwald
- Ehemaliges Schloss Hackenbuch

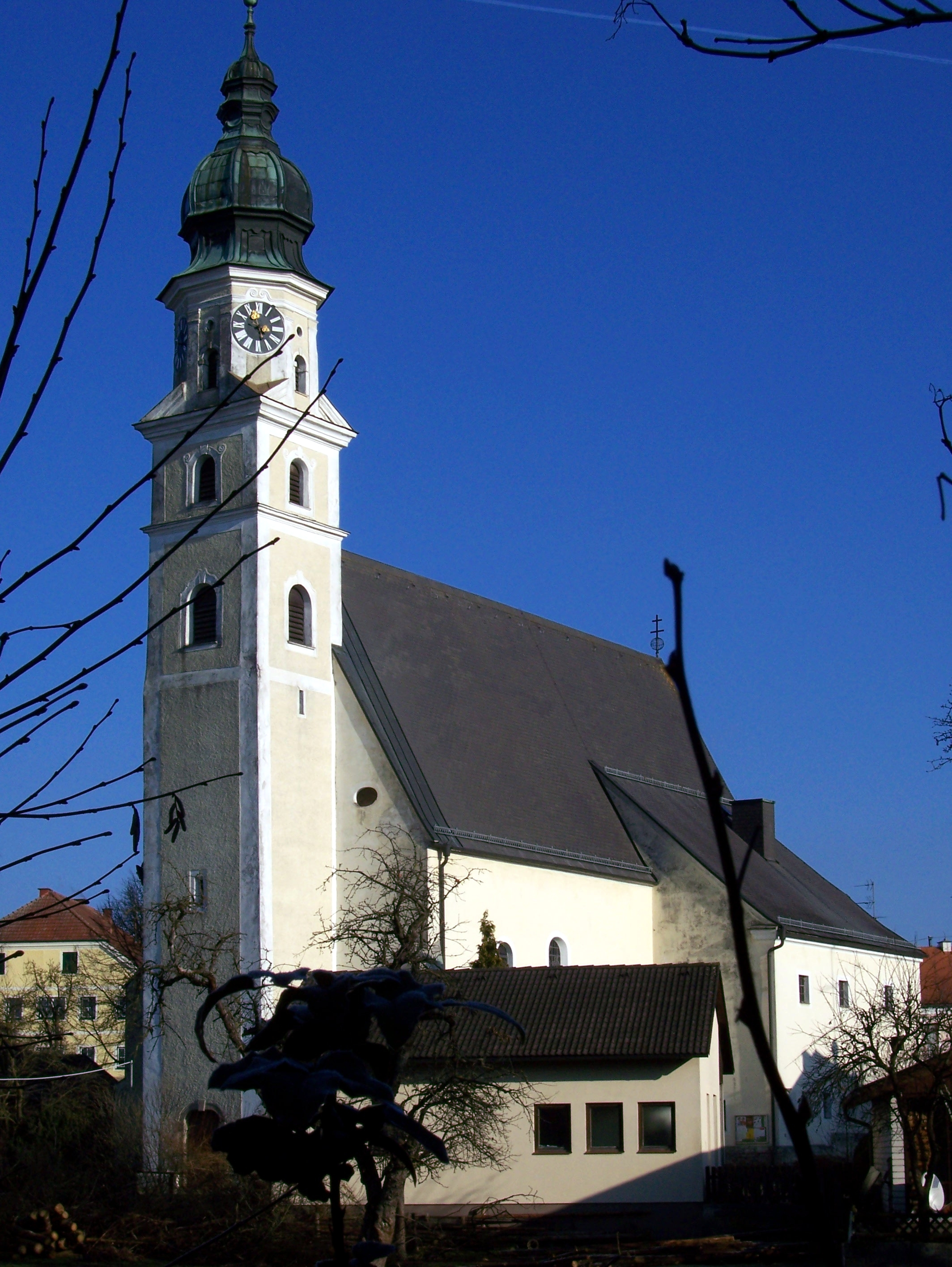
Pfarrkirche St. Marienkirchen bei Schärding

- Katholische Pfarrkirche St. Marienkirchen bei Schärding Mariä Himmelfahrt
- Richard-Billinger-Gedenkraum in der Volksschule St. Marienkirchen
- Richard-Billinger-Geburtshaus, Eggerdinger Straße 1
- Weg der Ortschaften mit eigenen Symbolbäumen entlang des Promenadenwegs

## Wirtschaft und Infrastruktur

### Landwirtschaft
Das Gebiet der Gemeinde St. Marienkirchen bei Schärding ist traditionell landwirtschaftlich ausgerichtet. Beim Ackerbau spielt heute der Anbau von Mais eine besondere Rolle, in der Viehzucht besonders die Schweinemast.

### Ansässige Unternehmen
Im Gemeindegebiet ihren Sitz oder eine Niederlassung haben z. B. die Firmen Frauscher Sensortechnik und Frauscher Thermal Motors, die Metallverarbeitungsbetriebe Milltech und Primatech, der Sonnenschutz-Hersteller Tritscheler, der Industriekomponentenhersteller Hennlich, der Tourenski-Hersteller Hagan, und das Logistikunternehmen Dachser. Daneben gibt es mehrere Tischlereien.

### Verkehr
Durch das Gemeindegebiet führt die Innkreis Autobahn, bei Bodenhofen und Gstötten befinden sich Autobahnrastplätze. Durch die "Anschlussstelle Suben", welche sich zur Gänze im Gemeindegebiet von St. Marienkirchen befindet, schließt die Innkreis Autobahn unmittelbar an die B 149 an. Ebenfalls durch das Gemeindegebiet führen die L 512 (Reichersberger Straße) und die Salzkammergutbahn, wobei deren nächste Haltestellen Suben und Dietrichshofen sind. Nächstgelegener Sportflugplatz ist der Flugplatz Schärding-Suben.

### Bildung
Im Gebäudekomplex des Schulzentrums St. Marienkirchen bei Schärding sind untergebracht:
- Richard-Billinger-Volksschule (seit 1977 im Schulzentrum)
- TN²MS St. Marienkirchen als Neue Mittelschule mit Polytechnischer Schule[7] (seit 1973 im Schulzentrum; wurde bis Ende des Schuljahres 2011/2012 als Hauptschule geführt, seit Beginn des Schuljahres 2012/2013 als NMS)
- Gemeinde- und Pfarrbibliothek (seit 1996 im Schulzentrum, untergebracht im Gebäude der Volksschule)
- Kindergarten (seit 2022 im Schulzentrum)

Die heutige Gemeinde- und Pfarrbibliothek ist aus der seit 1896 bestehenden Pfarrbibliothek hervorgegangen. Bischof Franz Maria Doppelbauer hatte im Diözesanblatt Nr. 12 des Jahres 1894 angeordnet, dass innerhalb der nächsten fünf Jahre in jeder Pfarre der Diözese Linz eine „Volksbücherei“ einzurichten sei. In St. Marienkirchen kam Pfarrer Anton Zauner dieser Aufforderung 1896 nach, die Anzahl der für die Ausleihe verfügbaren Bücher betrug zunächst  170 Bände.
Das 1972 bis 1977 nach Plänen von Gustav Aduatz gebaute Schulzentrum wurde in den Jahren 2009 bis 2014 einer Generalsanierung unterzogen, deren Kosten sich auf 4,5 Millionen Euro beliefen. Die mehrjährige Bauzeit kam zustande, weil für die Baumaßnahmen immer nur die Zeit der Sommerferien zur Verfügung stand.

### Feuerwehr

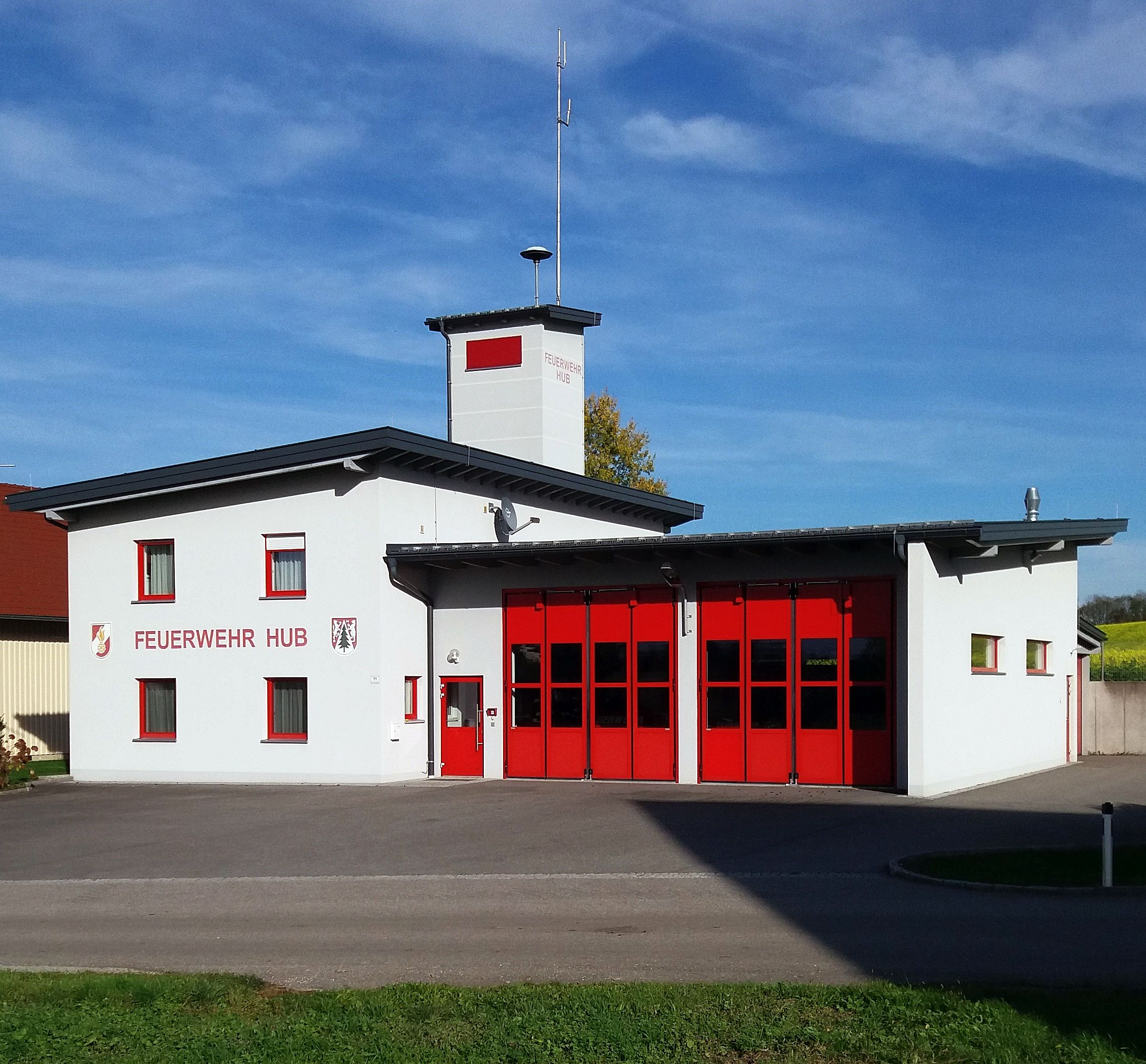
Das 2011 in Dietrichshofen erbaute Zeughaus der Freiwilligen Feuerwehr Hub ist die jüngste Feuerwache der Gemeinde.

Im Gemeindegebiet existieren drei Freiwillige Feuerwehren:
- Freiwillige Feuerwehr St. Marienkirchen: Gegründet 1886. Heutiges Zeughaus erbaut 1955. Eine eigene Fahne besitzt die FF St. Marienkirchen seit 1906.
- Freiwillige Feuerwehr Hackenbuch: Gegründet 1906 als Löschzug Hackenbuch der FF St. Marienkirchen, eigenständige Feuerwehr seit 1936. Heutiges Zeughaus erbaut 2003–2005, altes Zeughaus eingeweiht 1956. Eine eigene Fahne besitzt die FF Hackenbuch seit 1952.
- Freiwillige Feuerwehr Hub: Gegründet 1902. Heutiges Zeughaus in der Ortschaft Dietrichshofen wurde erbaut 2011, davor befand sich das Zeughaus (seit 1961 ein gemauerter Bau) in der Ortschaft Hub. Eine eigene Fahne besitzt die FF Hub seit 1953.

## Politik

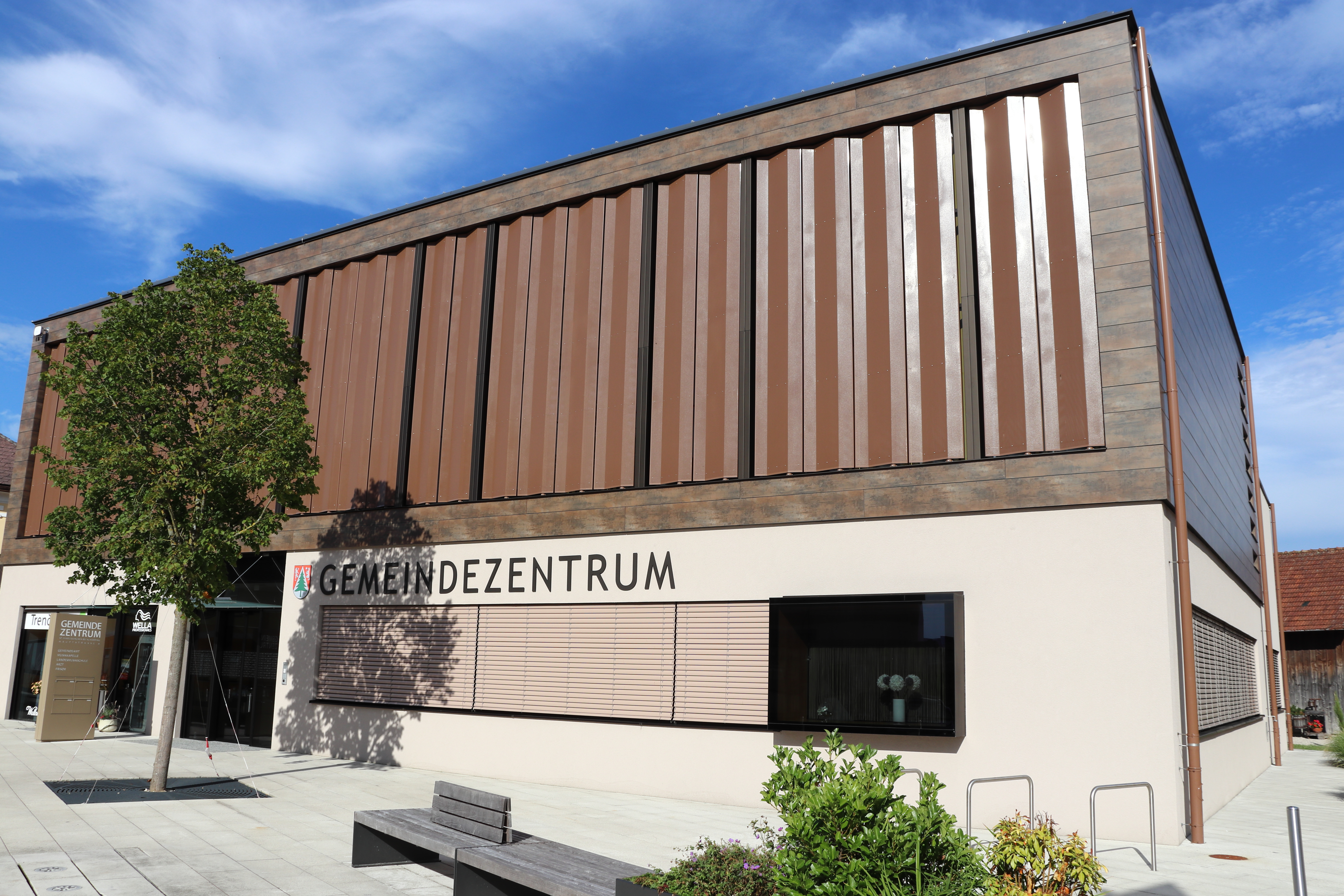
Gemeindeamt

### Gemeinderat
Der Gemeinderat hat 19 Mitglieder.
- Mit den Gemeinderats- und Bürgermeisterwahlen in Oberösterreich 2003 hatte der Gemeinderat folgende Verteilung: 12 ÖVP, 4 FPÖ und 3 SPÖ.
- Mit den Gemeinderats- und Bürgermeisterwahlen in Oberösterreich 2009 hatte der Gemeinderat folgende Verteilung: 11 ÖVP, 5 FPÖ und 3 SPÖ.[10]
- Mit den Gemeinderats- und Bürgermeisterwahlen in Oberösterreich 2015 hatte der Gemeinderat folgende Verteilung: 10 ÖVP, 6 FPÖ und 3 SPÖ.[11]
- Mit den Gemeinderats- und Bürgermeisterwahlen in Oberösterreich 2021 hat der Gemeinderat folgende Verteilung: 10 ÖVP, 5 FPÖ, 3 Bürger-Initiative St. Marienkirchen und 1 SPÖ.[12]

### Bürgermeister
- 1850–1858 Jakob Anetzberger (1821–1879), Landwirt, vulgo Braunsberger in Andiesen
- 1858–1861 Michael Pflanzl (1820–1909), Landwirt, vulgo Hochegger in St. Marienkirchen
- 1861–1864 Johann Edtbauer (1817–1896), Landwirt, vulgo Weber in Holzleithen
- 1864–1867 Josef Gruber
- 1867–1870 Ferdinand Lippl (1833–1915), Landwirt, vulgo Jaglbauer in Holzleithen
- 1870–1873 Josef Gruber
- 1873–1882 Matthias Renoltner (1835–1914), Landwirt, vulgo Renoltner in Dietraching
- 1882–1885 Matthias Gerhofer  (1836–1895), Landwirt, vulgo Maier z'Oberham
- 1885–1888 Josef Schneebauer, Landwirt, vulgo  Rader in Holzleithen
- 1888–1891 Johann Hobetzeder, Landwirt, vulgo Gruber in Grub
- 1891–1894 Josef Hobetseder, Landwirt, vulgo Bernauer in Unterfucking
- 1894–1897 Johann Schachinger sen. (1862–1937), Landwirt, vulgo Huber in Großwiesenhart
- 1897–1900 Johann Wieshammer (1851–1926), Landwirt, vulgo Maier in der Edt
- 1900–1903 Johann Schachinger sen. (1862–1937), Landwirt, vulgo Huber in Großwiesenhart
- 1903–1906 Johann Labmayer, Landwirt, vulgo Labmayr in Niederham
- 1906–1919 Matthias Wimmeder (1850–1935), Landwirt, vulgo Daller in Singern, 1909–1919 Abgeordneter zu Landtag und Landesversammlung
- 1919 (Mai–Juni): Johann Schachinger sen. (1862–1937), Landwirt, vulgo Huber in Großwiesenhart
- 1919–1920 Lambert Mayr (1876–1939), Landwirt, vulgo Hochegger in St. Marienkirchen
- 1920–1924 Jakob Bachmair (1883–1965), Bäckermeister in St. Marienkirchen
- 1924–1938 Ludwig Siegesleuthner (1879–1967), Landwirt, vulgo Dobler in Dietrichshofen
- 1938 (kommissarisch): Johann Schachinger jun. (1898–1976), Landwirt, vulgo Huber in Großwiesenhart (als Ortsgruppenleiter Josef Pointinger)
- 1938–1945 Franz Daller (1894–1974), NSDAP, Gastwirt (als Ortsgruppenleiter bis 1942 Josef Pointinger, bis 1945 Martin Buchinger)
- 1945–1949 Lambert Hauer (1893–1968), ÖVP, Landwirt, vulgo Niederrader
- 1949–1954 Josef Wagner (1892–1982), ÖVP, Landwirt, vulgo Bauer auf der Hub
- 1954–1967 Franz Biereder (1894–1976), ÖVP, Wagnermeister in St. Marienkirchen
- 1967–1991 Josef Pichler (1930–2014), ÖVP
- 1991–1997 Franz Bernauer (1936–2025), ÖVP
- 1997–2001 Felix Hölzl-Seilinger, ÖVP
- seit 2001 Bernhard Fischer, ÖVP

### Wappen
Blasonierung: In Rot eine silberne Spitze, belegt mit einer grünen Fichte und begleitet rechts von einem silbernen, aufgerichteten, linksgewendeten Wolf, links von einem silbernen, aufgerichteten Bären, der eine silberne Hacke in den vorderen Tatzen hält. Die Gemeindefarben sind Grün-Weiß. Der Bär stammt aus dem Familienwappen der Hackledter, der Wolf aus dem Wappen der Bischöfe von Passau.

### Gemeindepartnerschaften

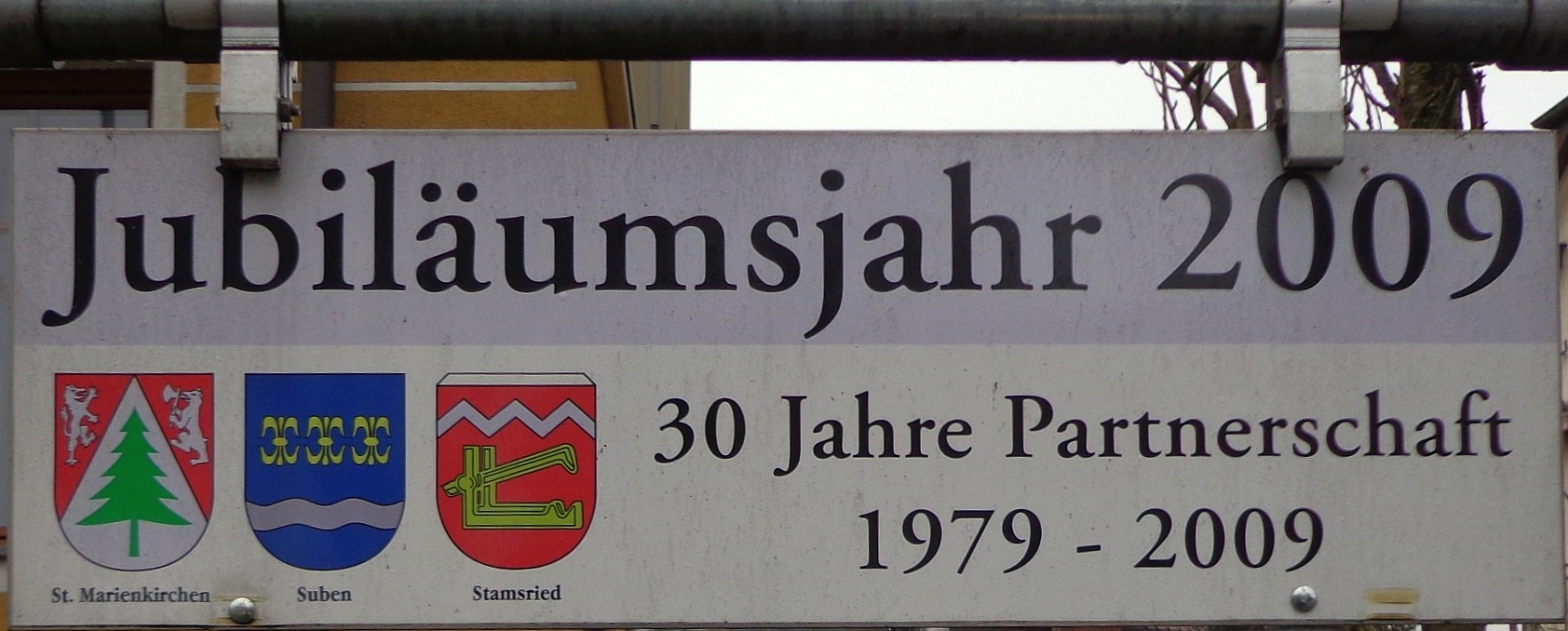
Erinnerungstafel anlässlich 30 Jahren Gemeindepartnerschaft (St. Marienkirchen)

- Suben als Nachbargemeinde
- Stamsried in der Oberpfalz[14]

Es handelt sich dabei um eine partnerschaftliche Verbindung aller drei Gemeinden miteinander.

## Persönlichkeiten

### Ehrenbürger der Gemeinde
- Anton Zauner (1844–1914), Pfarrer in St. Marienkirchen 1873 bis 1914 (Ehrenbürger 1885)
- Franz Cerny (1828–1896), Kaplan in St. Marienkirchen 1879 bis 1896 (Ehrenbürger 1888)
- Franz Maria Doppelbauer (1845–1908), Bischof von Linz 1888 bis 1908 (Ehrenbürger 1895)
- Alexander Wagner, k.k. Bezirkshauptmann von Schärding 1905 bis 1914 (Ernennungsjahr wahrscheinlich vor 1918)
- Josef Katzlberger (1851–1924), Volksschuldirektor 1886 bis 1920, Gründer der Musikkapelle 1906 (Ehrenbürger 1922)
- Johann Nepomuk Hauser (1866–1927), Landeshauptmann von Oberösterreich 1908 bis 1927 (Ernennungsjahr?)
- Franz Schmidhuber (1875–1937), Volksschuldirektor 1920 bis 1935 (Ehrenbürger 1928)
- Josef Starzinger (1874–1961), Pfarrer von St. Marienkirchen 1921 bis 1939, anschließend von 1939 bis 1948 Stadtpfarrer von Schärding und Dechant des Dekanats Schärding (Ehrenbürger 1932)
- General Mark W. Clark (1896–1984), US-Hochkommissar für Österreich (Ehrenbürger 1946, Mitteilung)
- Heinrich Gleißner (1893–1984), Landeshauptmann von Oberösterreich (Ehrenbürger 1949)
- Richard Billinger (1890–1965), Dichter und Schriftsteller (Ehrenbürger 1960, Urkunde)
- Franz Biereder (1894–1976), Altbürgermeister (Ehrenbürger 1967)
- Josef Vösenhuber (1908–1980), Pfarrer von St. Marienkirchen 1939 bis 1980, zudem von 1967 bis 1980 Dechant des Dekanats Schärding (Ehrenbürger 1967, Urkunde)
- Josef Schmid (1918–1998), Gemeindesekretär 1964 bis 1979 und Kapellmeister (Ehrenbürger 1985, Urkunde)
- Fritz Gangl (1924–2013), Volksschuldirektor 1974 bis 1984 und Chorleiter (Ehrenbürger 1985, Urkunde)
- Matthias Hingsamer (1921–2016), vulgo Kapeller in Kleinwiesenhart, Alt-Vizebürgermeister (Ehrenbürger 1986)
- Josef Pichler (1930–2014), Altbürgermeister (Ehrenbürger 1992, Urkunde)
- Johann Loidl (* 1941), Pfarrer von St. Marienkirchen 1980 bis 2014 (Ehrenbürger 2006, Urkunde)

### Personen mit Beziehung zum Ort
- Matthäus Hasibeder (1770–1849), geboren am Langbauerngut in Stocket Nr. 1, war zunächst Seelsorger in Tumeltsham, Obernberg am Inn und Mörschwang, wurde dann bischöflicher Sekretär und Hofkaplan in Linz, 1808 Domherr, 1830 Oberaufseher über das Schulwesen der Diözese, 1830 schließlich Domdechant in Linz.
- Joseph Pell (1817–1854), geboren in Rainbach im Innkreis, seit 1845 als Kooperator Seelsorger in St. Marienkirchen, wurde von der Bevölkerung schon zu Lebzeiten als heiligmäßig verehrt, nach seinem Tod wurden Erbauungsschriften über ihn verfasst
- P. Lambert Guppenberger OSB (1839–1907), geboren am Guppenbergergut  in Großwiesenhart Nr. 5, Seelsorger im Stift Kremsmünster, Pfarrer und Ehrenbürger von Pfarrkirchen  bei Bad Hall, Direktor des Bischöflichen Gymnasiums Petrinum 1896 bis 1900; Ritter des Franz-Joseph-Ordens[15]
- Richard Billinger (1890–1965), Dichter und Schriftsteller; geboren in St. Marienkirchen
- Josef Wagner (1892–1982), vulgo Bauer auf der Hub, Träger der k.u.k. Goldenen Tapferkeitsmedaille, Bürgermeister von St. Marienkirchen 1949 bis 1954, Obmann der Bezirksbauernkammer Schärding, Obmann des Schärdinger Molkereiverbandes, Präsident des ÖMOLK, Ökonomierat, Träger des Goldenen Ehrenzeichens für Verdienste um die Republik Österreich (1957), Ehrenbürger der Universität für Bodenkultur Wien (1960)[16]
- Alois Schneebauer (1912–2006), Dechant von Altheim, Altpfarrer und Ehrenbürger von Polling im Innkreis; geboren in Andiesen
- Alois Riedl (* 1935), Maler und Zeichner; geboren in St. Marienkirchen
- Johann Huber (* 1948), Landesfeuerwehrkommandant von Oberösterreich 1991 bis 2011; geboren in St. Marienkirchen[17]
- P. Werner Hebeisen SJ (* 1952), Seelsorger und Musiker; geboren in St. Marienkirchen[18]

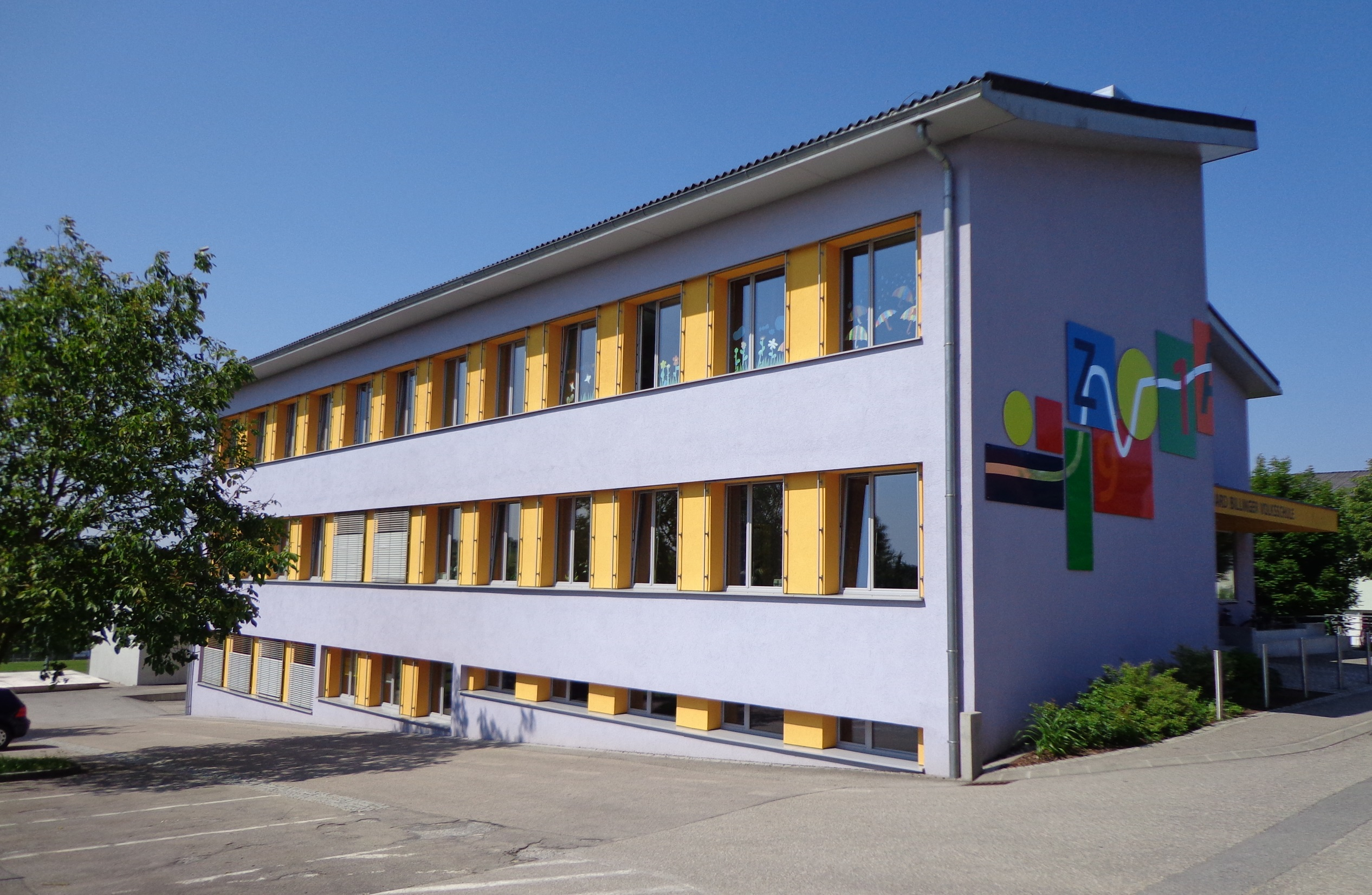
Die nach Richard Billinger benannte Volksschule St. Marienkirchen (errichtet 1977 nach Plänen von Gustav Aduatz, Fassadengestaltung 2013 durch Robert Wallner)

- Robert Wallner (* 1956), Maler und Zeichner, entwarf u. a. die 2013 als Kunst am Bau realisierte Fassadengestaltung der Richard-Billinger-Volksschule St. Marienkirchen; geboren in St. Marienkirchen[19]
- Curd Dautermann (* 1961), Keramikkünstler und Fotograf; geboren in St. Marienkirchen[20]
- Fritz Radlwimmer (* 1963), bildender Künstler; geboren in St. Marienkirchen[21]
- Thomas Haller (* 1965), Unternehmer und Dressurreiter, sechsfacher Teilnehmer an den Paralympischen Sommerspielen (Sydney 2000, Athen 2004, Peking 2008, London 2012, Rio 2016, Paris 2024); trainiert in St. Marienkirchen[22]
- Hannes Mayr (* 1978), Dressurreiter (o.ö. Landesmeister, Vize-Staatsmeister, EM-Bronze 1996, 1999); lebt in St. Marienkirchen[23]
- Anna-Maria Hefele (* 1989), Instrumentalmusikerin und Stimmkünstlerin (Obertongesang)
- Thomas Gradinger (* 1996), Motorradrennfahrer; geboren in St. Marienkirchen